# ファイナルファンタジー レジェンズ 光と闇の戦士
『ファイナルファンタジー レジェンズ 光と闇の戦士』（ファイナルファンタジー レジェンズ ひかりとやみのせんし、FINAL FANTASY LEGENDS、略称: FFL、FFレジェンズなど）は、スクウェア・エニックスから携帯アプリとして配信されているコンピュータRPGである。
iモード版は2010年9月6日から、EZweb版は2010年12月9日から配信開始された。2012年8月31日にはスマートフォン版（iOS版、Android版）が配信開始された。

## 概要
2008年に配信開始された『ファイナルファンタジーIV THE AFTER 月の帰還』の好評を受け、同様に1990年代のゲームのようなドット絵を使用しているが、今回は完全新作として製作された。光と闇のクリスタルを巡るストーリーやジョブチェンジシステムなど1990年代前半のFFのコンセプトを継承している。
プロデューサーは時田貴司、キャラクターデザインはオグロアキラ、音楽は水田直志、開発担当はマトリックスといった『FFIVジ・アフター』の製作チームが担当している。イメージイラストは天野喜孝。
序章は無料で、その後のストーリーのメインシナリオ、サブシナリオはポイントで購入する形式となっている。月に1回ほどのペースでストーリーが追加配信され、2011年8月8日（iモード版、EZweb版は2011年11月10日）配信開始の終章・後編で完結した。
スマートフォン版はシナリオが再構成されており、序章が無料で、第1章〜第4章は有料となっている。音楽は作り直されたほか、有料オプションとしてチップチューンアレンジBGMも使用できる。また、エンディングにはオリジナル版のエンディングテーマ「世界の行方」に歌詞・ボーカルをつけた「セカイノユクエ」が使用されている（時田貴司作詞、ボーカルはriya）。なお、スマートフォン版はスクウェア・エニックスマーケットで配信しているもののほか、itunes、Google Playでも配信している。Google Play配信版についてはチップチューンアレンジBGMも含めた完全落とし切りのアプリで、序章のみの無料プレイもできない。

## 登場人物
主人公達はルクスに住む者達と、帝国の命令によって飛空艇に乗せられた者達の8人である。クリスタルの神殿でクリスタルが砕かれた事で離れ離れになり、ソールはセーラ、アイギス、ダスク。ナハトはディアナ、アルバ、グレイブと一緒に行動することになる。

### 光の戦士
ソール（Sol）
光の戦士側の主人公。赤い髪が特徴で、ルクスに住む快活な少年。幼馴染のディアナと喧嘩が絶えない。
ジョブチェンジにおけるイメージカラーは赤。
セーラ（Sarah）
帝国に捕われた少女で、偶然ナハト達と一緒に行動することになった。ウェーブのかかった青いロングヘアーが特徴。物静かな性格であるが芯の強さも持ち合わせている。
本作は過去のシリーズのオマージュが多いが、セーラとは『I』のオープニングに登場した姫と同じ名前である。
イメージカラーはオレンジ。
アイギス（Aigis）
ソール達の師匠に当たるルクスの剣士で、ディアナの兄。短い銀髪が特徴。幼くして両親を失ったディアナを親代わりとして育ててきた。
イメージカラーは緑。
ダスク（Dusk）
ハルモニア収容所に捕われている青年で、アルバの双子の兄。金髪のロングヘアーが特徴。破天荒な妹とは対照的で穏やかな性格。
「ミシディア出身の双子」という設定は、ナンバリング作品『IV』に登場した「パロムとポロム」と共通している。ただし、どちらが兄・姉かや性格の設定は男女入れ替わっている。
イメージカラーは白。

### 闇の戦士
ナハト（Nacht）
闇の戦士側の主人公。ハルモニア収容所に捕われているクールな青年。青緑の短髪とマントが特徴。口数も少なく、感情表現も豊かでない。
イメージカラーは青。
ディアナ（Diana）
ルクスに暮らす少女で、アイギスの妹。藤色のショートヘアーが特徴。元々はソールと対立するような勝ち気な性格だったが、他の闇の戦士たちと行動をともにしてからはそういった面が目立たなくなる。
イメージカラーは水色。
アルバ（Alba）
ナハトと同じハルモニア収容所に捕われている少女で、ダスクの双子の妹。金髪のツインテールと、腹部の開いた黒いゴスロリの衣装が特徴。冗談めかした毒舌を吐く破天荒な性格で、突拍子もない言動が多い。
イメージカラーは黒。
グレイブ（Glaive）
ソール、ディアナの幼馴染。金髪で後ろに縛っている。心優しい性格でディアナに好意を抱いているものの、それを表には出さずあくまでソールとディアナの中を見守る。
イメージカラーは紫。

### 仲間達
エルゴ（Ergo）
クリスタルの異変を感じ取り、ルクスにやってきた旅の預言者。「序章」の途中で光の戦士達と共に行動する。
バルバラ（Barbara）
竜騎士の女性。父アベルはディストの竜騎士であったが幼いころアヴァロン帝国に殺害され、以後は父のパートナーだった飛竜ケレスに育てられた。育った経緯ゆえに言葉が片言である。
謎のじいさん
迷いの森で偶然ナハト達と出会った、記憶喪失になった謎の老人。
エドアルド（Eduardo）
家族を失いつつも、たった一人で旅を続け腕を磨いたルサルカ出身の吟遊詩人。魔女の呪いによってカエルの姿に変えられた。
なお、エドアルドとは「エドワード」のイタリア語読みで、『IV』に登場した吟遊詩人ギルバートの海外版の名も「エドワード」である。
グラム（Gram）
黒の森に出没する暗黒騎士。アヴァロン帝国に滅ぼされたファルガバードの生き残りを名乗り、帝国への復讐のためナハトたちに同行する。
グラムとは、北欧神話のシグルド（シグムンド）が持つ剣の名前で、彼の本体が剣であることを示唆したネーミングである。
アルジイ（Argy）
アヴァロン帝国の科学者ルゲイエ博士が生み出した人工生命体。外見は少女の姿を模したビスク・ドール風のロボットで、人格も人間の少女と大差ない。
マトーヤ（Matoya）
ガーデンガーデンの酒場で評判の妖艶な踊り子の女性。その若々しい外見に似合わぬほど落ち着いた物腰を持っている。
マトーヤとは、それまでもシリーズにおける魔道士キャラクターに使われた名前で、水晶の目もマトーヤに関連するアイテムとして登場していた。
ガウェイン（Gawain）
自堕落的に過ごしている亡国ブルトガング王国の元騎士団長。団長に任命されるほどの勇敢かつ心身ともに優れた騎士であった。
ガウェインとは、円卓の騎士の一人の名前で「忠義の騎士」といったニュアンスを持つ。
ジンナイ（Jinnai）
忍びの一族であるフウガでも一番の使い手と言われた男。裏切り者としてフウガの一族に狙われている。
ソピアー（Sophia）
ミシディアを統治する大長老である小人族の女性。高齢のはずだが、種族のため外見は子供のようである。クリスタルをはじめとした豊富な知識の持ち主。
魔法が得意であり、外見で年齢の判別ができない小人族であるなど、『XI』に登場する「タルタル族」を髣髴とさせる要素が多い。
仮面の男
その名のとおり仮面で素顔を隠した謎の男性で、強力な黒魔法を操る魔人。ソールやナハトのことを知っており、究極魔法の封印を解こうとしている。容姿や声がエルゴに酷似している。

### アヴァロン帝国
シド（Sid）
アヴァロン帝国の飛空艇の艇長。平民の出身であるが、自身の頭脳と技術で飛空艇を開発してそれを売り込み、現在の地位を得た。権力欲旺盛な野心家であり、したたか且つ横暴な性格の人物。

ルゲイエ博士
アヴァロン帝国に所属する科学者で、シドと並ぶ天才。アルジイの製作者で、彼女に実の娘となんら変わりない愛情を注いでおり、彼女からも「パパ」と慕われている。
モデルはナンバリング作品『IV』に登場した「ルゲイエ博士」で、ドット絵も原典とほぼ同様である。ただし、『IV』のルゲイエは純粋な悪役キャラクターだった。
アヴァロン四将軍
アヴァロン帝国の将軍である4人の精鋭。他の兵士を寄せ付けぬ実力を持つ者たちである。
火のバウガウヴェン（Baugauven)
「炎の狂戦士」の異名を持つ好戦的な男。竜の姿をした火炎を操る。
バウガウヴェン（アウグネ=バウガウヴェン）とは、ペルシア神話における火神の名前である。
土のアシュマダイ（Asmodai）
一見すると穏やかな老人だが、卑劣な策謀を好む凶悪な本性を持つ。
アシュマダイとは、キリスト教の悪魔であるアスモデウスの別名。
水のスティクス（Styx）
四将軍の紅一点で、「魔女」と言う異名を持つ女性。水を自在に操り、姿を変える事も可能。変身をはじめとした数々の策謀や罠を張り巡らす。
スティクスとは、ギリシア神話における生と死の世界の境界となる川、およびそれを神格化した女神の名前である。
風のヴァータ（Vata）
気ままな性格でゲリラ戦に長ける男。ストーリーの進行とともに彼らを試したり、成長を促すような行動が多々見られ始める。
ヴァータとは、インド神話に登場する風神ヴァーユ（仏教における風天）の別名である。
アヴァロン神将
四将軍をはるかに超える実力を持つ、アヴァロン大皇帝直属の戦士で、絶大な力の持ち主。
雷のシャンゴ（Shango）
雷の使い手で、身長3メートルを超える大男。巨躯に加えて、卓越した剣術も併せ持つ猛者。獰猛であると同時に武人肌。
シャンゴとは、ナイジェリアのヨルバ族の神話に登場する雷神の名である。
氷のコキュートス（Cocytus）
氷を操る女性。性格は氷のように冷たく、一切感情が表に出ることはない。
コキュートスとは、ギリシア神話および『神曲』における氷の地獄の名称である。
光のエンピレオ（Imperio）
アヴァロン大皇帝の右腕と言われ、側近を務める男。常に紳士然と振舞う容姿端麗な人物である。
エンピレオとは、『神曲』における最高位の天国（至高天）の名称である。
闇のゲヘナ（Gehenna）
帝国内部でも姿を見た者が無いとされる謎の神将。強力な闇の力を操る。
ゲヘナとは、キリスト教において「地獄」という意味。
アヴァロン大皇帝（Great Emperor of Avalon）
アヴァロン帝国の支配者。鎧姿をした謎だらけの人物で、素顔すらも神将など一部の側近にしか知られていない。必中ともいえる預言の力を持つという。

### 幻獣
幻獣は各地におり、一部を除き戦って勝てば契約して召喚できるようになる。
光の世界の幻獣
ラムウ
雷を操る老人。雷属性の全体攻撃「裁きの雷」を使用する。
シヴァ
氷をまとう女性。氷属性の全体攻撃「ダイアモンドダスト」を使用する。
フェニックス
死んだ鳥の魂が幻獣となったもの。炎属性で全体攻撃しつつ味方の戦闘不能者を蘇生する「転生の炎」を使用する。
ユニコーン
一角獣。味方全体のHPと状態異常を回復する「ヒールホーン」を使用する。
アレクサンダー
機械の体を持つ幻獣。聖属性の全体攻撃「聖なる審判」を使用する。
闇の世界の幻獣
タイタン
巨人。地属性の全体攻撃「大地の怒り」を使用する。
イフリート
炎を操る魔神。炎属性の全体攻撃「地獄の火炎」を使用する。
オーディン
馬に乗った武神。敵全体を即死させる「斬鉄剣」を使用する。
リヴァイアサン
巨大な海蛇。水属性の全体攻撃「タイダルウェイブ」を使用する。
ディアボロス
巨大な翼を持つ悪魔。闇属性全体攻撃「闇よりの使者」を使用する。
共通の幻獣
シルフ
妖精。無属性全体攻撃+味方全体を回復する「風のささやき」を使用する。最初から召喚可能。
チョコボ
シリーズおなじみの鳥。無属性単体攻撃を行う「チョコボキック」を使用する。
アルジイ
心を持つロボット。味方全体のHPを回復し、更にランダムで補助効果を付与する。
バハムート
ドラゴンの王。無属性の全体攻撃「メガフレア」を使用。

## ジョブ
『ファイナルファンタジーV』をベースにしたジョブチェンジシステムが採用されている。本作独自の要素は以下のものがある。
- 各ジョブの最高レベルはいずれも20。ただし、初期状態では3までしか上げることができず、ストーリー進行などにより入手できる「ジョブポイント」を使用して上限レベルを上げる必要がある（ただし、各章の時点での上限もある）。
ジョブポイントはパーティ内で共有するものではなく、ポイントや消費による上限レベル上昇は各キャラ固有のものとなる。
- アビリティにスロット数が設定され、各ジョブで装着できるスロット数の範囲内で複数のアビリティをつけられるようになった。スロットはジョブレベルアップにより増える（増加分はそのジョブでのみ有効）。

基本となる7つのジョブは光と闇で共有し、竜騎士、吟遊詩人、メモリスト、ナイト、導師は光の戦士のみが、レンジャー、暗黒騎士、踊り子、忍者、魔人は闇の戦士のみがつくことができる。光と闇それぞれの固有ジョブはストーリーを進めていくごとに段階的に覚えていく。
- すっぴん
- モンク
- シーフ
- 赤魔道士
- 白魔道士
- 黒魔道士
- 召喚士
- 竜騎士（光）
- レンジャー（闇）
- 吟遊詩人（光）
- 暗黒騎士（闇）
- メモリスト（光）
- 踊り子（闇）
- ナイト（光）
- 忍者（闇）
- 導師（光）
- 魔人（闇）

## 地理
ルクス地方
ソールとアイギス、ディアナ、グレイブの出身地。城と城下の村からなる。
リーン地方
城と町がある。
ディスト地方（光）
竜騎士の町ディストを中心とした地域。他にブラスカの村、飛竜のすみかがある。
アルフヘイム地方（闇）
エルフが住む地域。妖精王フレイが治めるエルフの里アルフヘイムがある。ほかにベルデの村がある。
ルサルカ地方（光）
港町ルサルカを中心とした地域。他にカーポの村や海賊団のアジトがある。
ファルガバード地方（闇）
山奥深くに城があるが、バウガウヴェンによって滅ぼされている。他にドワーフの里アウレ、クルギスの村がある。
ファブリカ地方（光）
産業都市ファブリカを中心とした地域。他にマテルの村がある。
ガーデンガーデン地方（闇）
カクラム砂漠にある歓楽街ガーデンガーデンを中心とする地域。レジスタンス「砂漠の月」のアジトがある。
ブルトガング地方（光）
山奥にあるブルトガング城と城下町を中心とした地域。かつては屈強な騎士団を抱える国だった。他にバースの町がある。
ハガクレの里（闇）
忍者の集落であるハガクレの里がある地域。ほかにマタギの村がある。
ミシディア地方（光）
浮遊大陸として空中に浮かんでいる地域。大長老ソピアーが治めるミシディアの町がある。
ルフェイン地方（闇）
ルフェイン人が住んでいる町。南には遺跡がある。
アヴァロン帝国城
アヴァロン帝国の本拠地。大皇帝と4人の神将たちが待ち構えている。